# Баяга и инструктори
Бајага и инструктори (лат. Bajaga i instruktori) — югославская и сербская рок-группа. Группа создана композитором, поэтом-песенником и гитаристом Момчило Баягичем (сербохорв. Момчило Бајагић) по прозвищу Баяга (сербохорв. Бајага) в 1984 году в Белграде. С 1979 по 1984 год Баяга играл в рок-группе Рибльа Чорба (серб. Рибља чорба), и являлся автором музыки и текстов к некоторым песням.

## Состав группы
- Момчило Баягич (Баяга) (сербохорв. Момчило Бајагић Бајага) — вокал, гитара
- Жика Миленкович (сербохорв. Жика Миленковић) — гитара
- Саша Локнер (сербохорв. Саша Локнер) — клавишные
- Мирослав Цветкович (сербохорв. Мирослав Цветковић) — бас гитара
- Чеда Мацура (сербохорв. Чеда Мацура) — бубен
- Любиша Опачич (сербохорв. Љубиша Опачић) — гитара

Бывшие участники группы
- Деян Цукич (сербохорв. Дејан Цукић) — вокал, гитара
- Ненад Стаматович (сербохорв. Ненад Стаматовић) — гитара
- Влайко Голубович (сербохорв. Влајко Голубовић) — бубен
- Влада Негованович (сербохорв. Влада Неговановић) — гитара

## Дискография

### Альбомы
1. Позитивна географија — 1984.
2. Са друге стране јастука — 1985.
3. Јахачи магле — 1986.
4. Продавница тајни — 1988.
5. Музика на струју — 1993.
6. Од бижутерије до ћилибара — 1997.
7. Змај од ноћаја — 2001.
8. Шоу почиње у поноћ — 2005.

### Сборники, концертные альбомы и мини-альбомы
1. All you need is love (сингл) — 1986.
2. Нека свемир чује немир (концертный альбом) — 1989.
3. Четири годишња доба (мини-альбом) — 1991.
4. Неизбрисано (сборник) — 1996.
5. Звезда (макси-сингл) — 2001.
6. Best of live (концертный альбом) — 2002.
7. Ружа ветрова Београда (сборник) — 2004.
8. Бежиш од мене љубави (Promo EP) — 2008.
9. Live Београдска Арена (концертный альбом) — 2008.

### Музыка из фильмов
1. Музыка из фильма «Ни на небу, ни на земљи» — 1994.
2. Музыка из фильма «Профессионал» (реж. Душан Ковачевич) — 2003.